# Estação Universidad (Metrô da Cidade do México)
A Estação Universidad é uma das estações do Metrô da Cidade do México, situada na Cidade do México, seguida da Estação Copilco. Administrada pelo Sistema de Transporte Colectivo, é uma das estações terminais da Linha 3.
Foi inaugurada em 30 de agosto de 1983. Localiza-se na Avenida Antonio Delfín Madrigal. Atende o bairro Pedregal de Santo Domingo, situado na demarcação territorial de Coyoacán. A estação registrou um movimento de 27.022.576 passageiros em 2016.